# Ettenbach (Elz)
Der Ettenbach ist ein Fließgewässer im baden-württembergischen Ortenaukreis. Zusammen mit seinem rechten Hauptoberlauf ist er ein über achtzehn Kilometer langer rechter Zufluss der Elz und ein Gewässer 3. Ordnung. Er entwässert danach weiter über den Rhein in die Nordsee.

## Name
Der Name ist eine Verkürzung von Etten(heimer)bach und entsprechend nach dem Ort Ettenheim benannt. Dieser enthält als Bestimmungswort den ahd. Personennamen Atto.

## Geographie

### Verlauf
Der Ettenbach entsteht bei Ettenheimmünster durch den Zusammenfluss des rechten Dörlinbachergrundbächles und des linken Münstergrabens. Der Bach durchfließt in durchweg ziemlich beständig westnordwestlicher Richtung in Folge die Orte Münchweier, nach dem Übertritt aus dem Schwarzwald in die Oberrheinische Tiefebene Ettenheim, passiert das Dorf Grafenhausen etwas im Süden, lässt dann die selbständige Gemeinde Rust links liegen und mündet sodann am Südrand des Dorfes Kappel der Gemeinde Kappel-Grafenhausen in die Elz.
Um Kappel vor einem Hochwasser des Ettenbaches zu schützen, wurde in der Vergangenheit ein Entlastungskanal angelegt, der nach der Ettenbachmündung von der Elz links abgeht und nördlich von Kappel wieder in die Elz mündet.

### Einzugsgebiet
Das Einzugsgebiet ist 60,0 km² groß und liegt mit seinem östlichen Teil, naturräumlich gesehen, im Teilraum Mittlerer Schwarzwald des Schwarzwaldes, mit dem westlichen im Teilraum Lahr-Emmendinger Vorberge der zur Oberrheinischen Tiefebene gehörenden Offenburger Rheinebene. Die größten Höhen liegen im Bereich der östlichen Wasserscheide, der höchste Punkt auf dem Gipfel des 535,9 m ü. NHN erreichenden Haubühls.
Reihum grenzen die Einzugsgebiete der folgenden Nachbargewässer an:
- im Osten liegt das Ursprungsgebiet der zur Kinzig ziehenden Schutter;
- anschließend im Süden führt der Bleichbach den Abfluss der anderen Seite oberhalb zum Ettenbach-Vorfluter Elz;
- deren unmittelbares Einzugsgebiet grenzt im Westen an;
- deren nachfolgender rechter Zufluss Kapuzinerbach entwässert bis hinauf zu den ersten Schwarzwaldhöhen das Gebiet im Norden der Einzugsgebietsgrenze und nimmt auch den Abzweig (Grafenhausener) Dorfgraben des Ettenbachs auf;
- an der nordöstlichen konkurriert auf kurzem Stück der Sulzbach, etwas länger und bis zurück zum Haubühl dann der Litschentalbach, zwei linke Schutterzuflüsse.

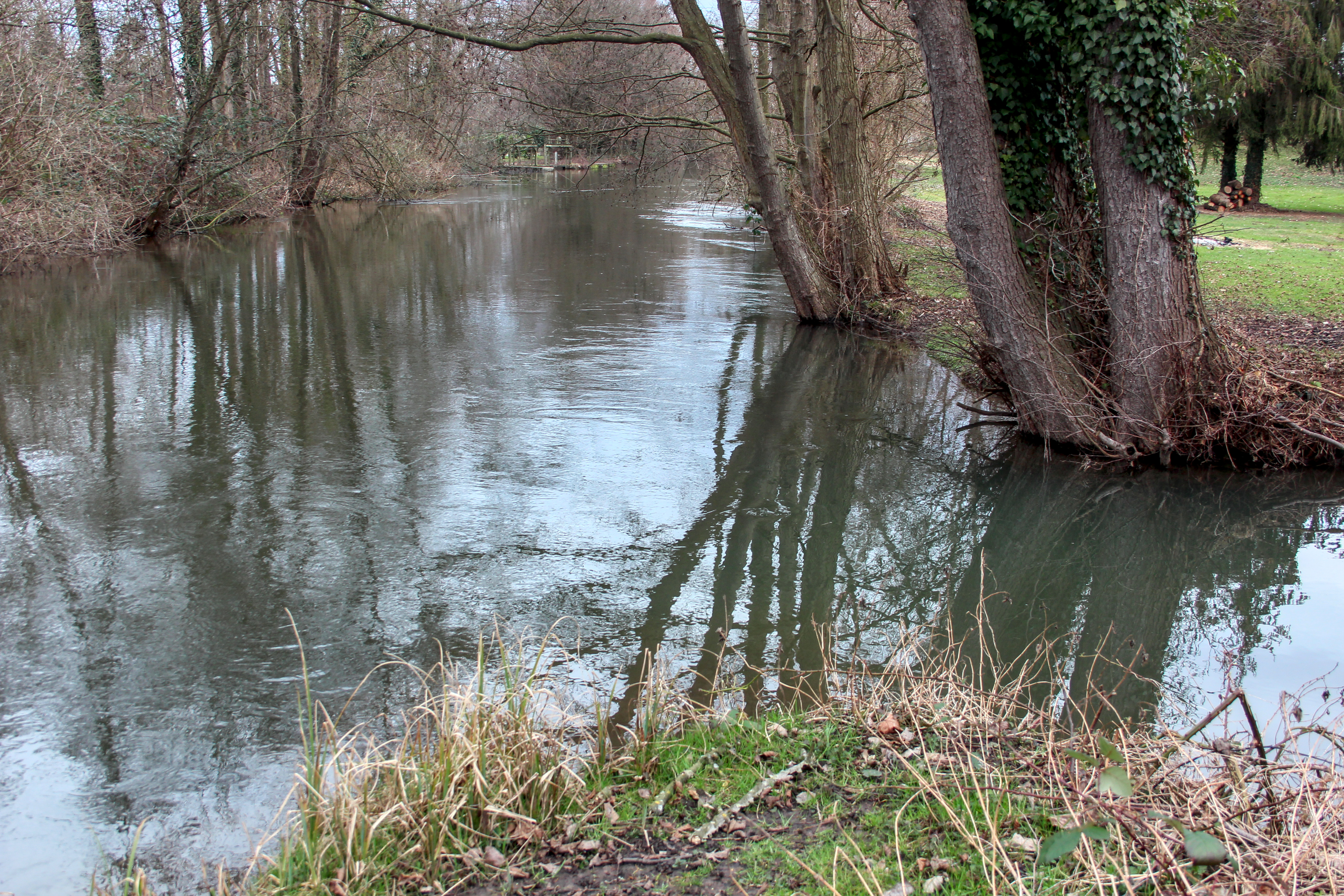
Die Mündung des Ettenbach (rechts) in die (alte) Elz bei Kappel-Grafenhausen

### Zuflüsse und Einzugsgebiet
- Dörlinbachergrundbächle (rechter Oberlauf), 4,7 km
- Münstergraben (linker Oberlauf), 3,8 km
- Glasbach (links), 2,2 km
- Lautenbach (rechts), 2,6 km und 2,9 km²
- Säggraben (links), 1,9 km und 1,0 km²
- Schwarzbach (links), 2,1 km und 1,3 km²
- Brudertobel(bach) (rechts), 1,1 km und 0,5 km²
- Kuhbachgraben (rechts), 3,0 km und 2,0 km²
- → (Abzweig des Gewerbekanals) (nach links)
- Annahäuslebach (links zum Gewerbekanal), 3,6 km und 4,0 km²
- Rohrbach oder Riesentalbach (rechts), 1,1 km und 1,1 km²
- Riedmühlebach oder Kuhlegergraben (links zum Gewerbekanal), 3,3 km und 4,6 km²
- Seltenbach (rechts), 5,1 km und 2,8 km²
- Osterbach (links zum Gewerbekanal), 1,2 km
- ← (Rücklauf des Gewerbekanals) (von links), 2,6 km und mit seinen Zuflüssen 10,6 km²
- → (Abzweig des Grafenhausener Dorfgrabens) (nach rechts zum Kapuzinerbach), 2,8 km

### Orte

#### Gemeinden und Orte an den Oberläufen
Gemeinde Ringsheim
- (siedlungslose Waldexklave, rechts des Dörlinbachergrundbächles)

Gemeinde Kappel-Grafenhausen
- (siedlungslose Waldexklave, auf dem Bergsporn zwischen Dörlinbachergrundbächle und Münstergraben)

Stadt Ettenheim
- (kleinere Siedlungsplätze von Ettenheimmünster)

#### Gemeinden und Orte am Ettenbach selbst
Nur die Namen tiefster Schachtelungsstufe bezeichnen Siedlungsanrainer.
Stadt Ettenheim
- Stadtteil Ettenheimmünster (Auswahl)
  - St. Landelin (Dorf)
- Stadtteil Münchweier
  - Münchweier (Dorf)
- Zentrales Ettenheim
  - Sägmühle (Wohnplatz, links)
  - Mittelmühle (Wohnplatz)
  - Fuchsmühle (Wohnplatz)
  - Ettenheim (Stadt)
  - Am Zollhaus (Wohnplatz, links)
  - Holzmühle (Wohnplatz, rechts)

Gemeinde Kappel-Grafenhausen
- Grafenhausen (Dorf, mit Abstand rechts)

Gemeinde Rust
- Rust (ohne Besiedlung, links)

Gemeinde Kappel-Grafenhausen
- Kappel (Dorf, mit wenig Abstand rechts)

#### Weitere Gemeinden und Orte im Einzugsgebiet
Außer den genannten Gemeinden, deren Gebiete vom Gewässer durchflossen oder berührt werden, haben außerdem noch Anteil am Einzugsgebiet:
- an der östlichen Wasserscheide die Gemeinde Schuttertal mit kleinen unbesiedelten Waldzwickeln;
- an der südlichen die Kleinstadt Herbolzheim mit kleinen unbesiedelten Waldexklavenzwickeln im Osten und größeren Gebietsteilen weiter im Westen in der Tiefebene, darunter Siedlungsgebiet der Stadt selbst;
- zwischen Herbolzheim und dem Ettenbachlauf im Norden liegt das Hauptgebiet der Gemeinde Ringsheim, das deutlich überwiegend zum Ettenbach hin entwässert, das Siedlungsgebiet des Dorfes ganz;
- an der nördlichen Wasserscheide gehören zur Kleinstadt Mahlberg ein kleiner Flurzwickel nahe dem Unterlauf und am Anstieg zum Schwarzwald ein wenig größerer im Wald.

## Ehemaliger Verlauf
Der Verlauf des Ettenbachs wurde im Mittelalter von Menschenhand erheblich verändert. Ursprünglich bog der Ettenbach zwischen Altdorf und Orschweier nach Norden ab, nahm dort den Altdorfer Dorfgraben und den aus dem Riedgraben stammenden Darsbach auf und entwässerte danach über Unditz und Schutter weiter zur Kinzig statt wie heute zur Elz. Wie für den Kapuzinerbach in Mahlberg wurde dann eine Entwässerung zur Elz hin kanalisiert, wodurch das Gebiet zwischen Rietmatten und Kaiserwald maßgeblich melioriert, die Gründung des Dorfes Grafenhausen ermöglicht und die es umgebende Flur für die Landwirtschaft erschlossen wurde.

## Wirtschaftliche Bedeutung
Der Ettenbach trieb in der südlichen Ortenau früher in Ettenheimmünster zusammen mit seinen Oberläufen wenigstens drei und in Ettenheim wenigstens vier Mühlen an. Er entwässert am Unterlauf die Rittmattenwiesen.